# Libinia
Libinia là một chi cua trong họ Epialtidae.

## Các loài
Chi này được ghi nhận gồm 12 loài còn tồn tại: 
- Libinia bellicosa Oliviera, 1944
- Libinia cavirostris Chace, 1942
- Libinia dubia H. Milne-Edwards, 1834
- Libinia erinacea (A. Milne-Edwards, 1879)
- Libinia emarginata Leach, 1815
- Libinia ferreirae De Brito Capello, 1871
- Libinia mexicana Rathbun, 1892
- Libinia peruana Garth, 1983
- Libinia rhomboidea Streets, 1870
- Libinia rostrata Bell, 1835
- Libinia setosa Lockington, 1877
- Libinia spinosa H. Milne-Edwards, 1834